# 슈바베의 법칙
슈바베의 법칙(Schwabe -  法則)은 소득이 많아질수록 주택비, 특히 집세의 지불액이 많아지지만 가계 지출액 전체에서 차지하는 그 비율은 점차 작아진다고 하는 내용이다. 이를 제시한 독일의 경영학자 이름을 따서 슈바베의 법칙이라 한다. 가계지출의 상태를 살피는 한 지표로서 엥겔계수와 더불어 쓰이는데, 이 법칙이 반드시 옳다고는 할 수 없다는 견해도 있다.
엥겔 계수와는 표리관계를 가지고 있으며 소비 지출이 점하고 있는 주거비의 비중은 소득이 증가함에 따라 처음엔 감소하지만 어느 한도를 넘으면 불변하거나 증대한다고 기술한 독일의 슈바베(Herman Schwabe)는 엥겔과는 독립적으로 베를린시(市)의 가계조사를 시행한 결과 소득이 상승함에 따라 주거비 특히 임차료에 대한 지출의 절대액은 증대하지만 지출총액에서 점하고 있는 그의 상대적인 비율은 차차 저하한다는 경험법칙을 도출해 냈다. 이것을 ‘슈바베의 법칙’이라고 한다.  이 법칙은 대도시에 있어서의 조사 결과만을 기초로 하였고 조사 방법에도 불비점이 있으며 반드시 현실에 타당한 것은 되지 못하였기 때문에 엥겔 계수만큼 이용되지 못했다. 주거에 대한 수요는 그의 공급과 증가 인구가 일정한 것인 한, 식료의 의복에 대한 긴요도가 높기 때문에 상대가격이 등귀하게 되면 주거비에 대한 실질적인 소비지출의 증가는 그다지 기대할 수 없다.